# GP Denain 2002
De 44e editie van de wielerwedstrijd GP Denain werd gehouden op 25 april 2002. De start en finish vonden plaats in Raismes en Denain in het Franse Noorderdepartement. De winnaar was de Italiaan Alberto Vinale, gevolgd door Frédéric Finot en Damien Nazon.

## Uitslag
| GP Denain 2002 |                      |                       |          |
| Plaats         | Naam                 | Ploeg                 | tijd     |
| Winnaar        | Alberto Vinale       | Alessio-Bianchi       | 4u24'17" |
| 2              | Frédéric Finot       | Jean Delatour         | z.t.     |
| 3              | Damien Nazon         | Bonjour               | +7"      |
| 4              | Jean-Patrick Nazon   | La Française des Jeux | z.t.     |
| 5              | Jo Planckaert        | Cofidis               | z.t.     |
| 6              | Ludovic Capelle      | AG2R Prévoyance       | z.t.     |
| 7              | Martin Hvastija      | Alessio-Bianchi       | z.t.     |
| 8              | Allan Johansen       | EDS-Fakta             | z.t.     |
| 9              | Médéric Clain        | Cofidis               | z.t.     |
| 10             | Christophe Detilloux | Lotto-Adecco          | z.t.     |

1959 · 1960 · 1961 · 1962 · 1963 · 1964 · 1965 · 1966 · 1967 · 1968 · 1969 · 1970 · 1971 · 1972 · 1973 · 1974 · 1975 · 1976 · 1977 · 1978 · 1979 · 1980 · 1981 · 1982 · 1983 · 1984 · 1985 · 1986 · 1987 · 1988 · 1989 · 1990 · 1991 · 1992 · 1993 · 1994 · 1995 · 1996 · 1997 · 1998 · 1999 · 2000 · 2001 · 2002 · 2003 · 2004 · 2005 · 2006 · 2007 · 2008 · 2009 · 2010 · 2011 · 2012 · 2013 · 2014 · 2015 · 2016 · 2017 · 2018 · 2019 · 2020 · 2021 · 2022 · 2023 · 2024 · 2025